# U.S. Route 83
U.S. Route 83 (ou U.S. Highway 83) é uma autoestrada dos Estados Unidos.
Faz a ligação do Sul para o Norte. A U.S. Route 83 foi construída em 1926 e tem 1 894 milhas (3 048 km).

## Principais ligações
Autoestrada 35 em Laredo

 Autoestrada 20 em Abilene

 Autoestrada 80 em North Platte

 US 14 em Pierre

 Autoestrada 94 perto de Bismarck